# 이시다 아유미 (1997년)
이시다 아유미(일본어: 石田亜佑美, 1997년 1월 7일 ~ )는 일본의 여성 아이돌 그룹 전 모닝구무스메의 10대 더블서브리더이자 리드래퍼이자 댄서이다. 카미이시나카 카나 멤버이다. 연예사무소 J.P ROOM(업프런트 그룹) 소속이다. 전멤버 중에서는 사야시 리호랑 댄스실력이 비슷하다.

## 친구
- 친구 모닝구무스메 9기 후쿠무라 미즈키.이쿠타 에리나.모닝구무스메 10기 이이쿠보 하루나.큐트 멤버 스즈키 아이리
- 스즈키 아이리의 팬이다.(스즈키 아이리가 이사다 아유미의 생일파티 때 서프라이즈 로 등장하기도 했다.)
- 모닝구무스메의 리더인 이쿠타 에리나와 동갑이다.

## 약력
- 2006년부터 2009년까지 라쿠텐 이글스 치어리딩 스쿨에 재적하고 있었다.
- STEPONE의 여성 그룹 Dorothy Little Happy 공식 백댄서였다.
- 2011년 9월 29일, 일본 무도관에서 행해진「모닝구무스메 콘서트 투어 2011 가을 사랑 BELIEVE ~다카하시 아이 졸업기념 스페셜~」에서 약 6000명이 응모한「모닝구무스메 10기 멤버「건강표」오디션」에 합격해, 모닝구무스메 제10기 멤버로 선택되었던 것이 발표되었다[1].
- 2012년 8월 24일,「왼쪽 좌골 염좌」에 의해 전치 1개월로 진단되어 왼쪽 무릎의 아픔을 호소에 의해 진단된 쿠도 하루카와 함께 활동을 쉬는 것이 공식 사이트에서 발표되었다[2].
- 2018년 12월 31일, 이쿠타 에리나와 함께 모닝구무스메 9대 서브리더로 취임.
- 2023년 11월 25일,「모닝구무스메'23 콘서트 투어 가을「Neverending Shine Show」홋카이도 공연에서 후쿠무라 미즈키 졸업에 의해 신체제의 오다 사쿠라와 함께 모닝구무스메 10대 서브리더로 연장 취임.
- 2024년 5월 26일, 2024년 가을 투어를 기해 모닝구무스메。'24 그리고 헬로! 프로젝트를 졸업하는 것을 발표[3].
- 2024년 12월 6일, 요코하마 아레나에서 행해진「모닝구무스메。'24 콘서트 투어 WE CAN DANCE ! ~Blå Eld~ 이시다 아유미 FINAL」을 마지막으로 모닝구무스메。'24 그리고 헬로! 프로젝트를 졸업하였다.
- 2024년 12월 20일, M-line club의 가입이 발표되었다[4].
- 2025년 1월 6일, 소속사 J.P ROOM에 이적.

## 출연

### 텔레비전
- 하로프로! TIME (2011년 9월 - 2012년 5월, 테레비도쿄)
- 수학♥여자학원 (2012년 1월 11일 - 3월 28일, 니혼테레비) - 진난 루나 역
- 하로! SATOYAMA 라이프 (2012년 6월 - 2013년 12월 26일 , 테레비도쿄)

### 콘서트 · 라이브
- 콘서트 투어 2011 가을 사랑 BELIEVE ~다카하시 아이 졸업기념 스페셜~ (2011년 9월 29일 · 30일, 일본 무도관)
- M-line Special 2021 ~Make a Wish!~ (2021년 6월 27일, 센다이 GIGS, 2회 공연) - 게스트로서 출연.
- M-line Special 2023 ~Magical Wish!~ (2023년 12월 5일, 나카노 ZERO 대홀, 1회 공연) - 게스트로서 출연.
- 이시카와현 가가시×OCHA NORMA 지역 활성화 콘서트 나루치카 OCHA NORM 2025 OCHA NORMA in 가가 (2025년 4월 20일, 가가시 문화회관) - 스페셜 게스트로서 출연.

### 무대 · 뮤지컬
- 낭독극「우치극 온 스테이지」(2021년 6월 12일 · 13일, 전노제 홀 스페이스 제로)

### 영화
- 영화 프리큐어 올스타즈 봄의 카니발♪ (2015년, 도에이 애니메이션)

### DVD/Blu-ray
- Greeting ~이시다 아유미~ (2012년 8월 18일) - e-LineUP! 한정 판매
- AYUMI in GUAM (2013년 8월 14일, Zetima)
- 삽하 ‐souka‐ (2014년 7월 2일, Zetima)
- It's a Beautiful Day (2016년 7월 27일, Zetima)

## 서적

### 사진집
- 모닝구무스메 9 · 10기 1st official Photo Book (2012년 9월 10일, 와니북스)
- 아로하로! 모닝구무스메 10기 사진집 (2013년 1월 16일, 카도카와쇼텐)
- 1st 솔로 사진집「石田亜佑美」(2013년 7월 15일, 와니북스) ISBN 978-4-8470-4562-2
- 모닝구무스메 텐키구미 BOOK (2013년 12월 1일, 와니북스)
- 2nd 솔로 사진집「shine more」(2014년 5월 10일, 와니북스) ISBN 978-4-8470-4646-9
- 3rd 솔로 사진집「It's my turn」(2016년 6월 27일, 와니북스) ISBN 978-4-8470-4848-7
- 4th 솔로 사진집「20th canvas」(2018년 4월 27일, 와니북스) ISBN 978-4-8470-8119-4
- 5th 솔로 사진집「believe in oneself」(2020년 1월 7일, 와니북스) ISBN 978-4-8470-8257-3
- 모닝구무스메 9 · 10기 10th AnniversaryBOOK (2022년 4월 27일, 와니북스) ISBN 978-4-8470-8422-5
- 6th 솔로 사진집「Are you Ready me」(2023년 1월 7일, 와니북스) ISBN 978-4-8470-8466-9
- 모닝구무스메'24 라스트 사진집「Profile.7」(2024년 10월 21일) ISBN 978-4-8470-8574-1

## 소속 유닛
- 모닝구무스메 (2011년 ~ 2024년)
- 하베스트 (2012년 ~ 2024년)
- HI-FIN (2013년 ~ 2024년)
- 카미이시나카 카나 (2017년 ~ 2018년)